# Ольшини-Кольонія
Ольшини-Кольонія (пол. Olszyny-Kolonia) — село в Польщі, у гміні Пйонтниця Ломжинського повіту Підляського воєводства.
Населення — 53 особи (2011).
У 1975-1998 роках село належало до Ломжинського воєводства.

## Демографія
Демографічна структура станом на 31 березня 2011 року:
|          | Загалом | Допрацездатний вік | Працездатний вік | Постпрацездатний вік |
| -------- | ------- | ------------------ | ---------------- | -------------------- |
| Чоловіки | 30      | 10                 | 15               | 5                    |
| Жінки    | 23      | 4                  | 16               | 3                    |
| Разом    | 53      | 14                 | 31               | 8                    |